# Andrea (peintre)
Pour les articles homonymes, voir Andrea.
Andrea, pseudonyme de Chantal Andrea Barthélémy, née à Port-de-Bouc (Bouches-du-Rhône) le 10 mars 1958, est une peintre portraitiste française ayant reçu une formation de copiste et restauratrice. Elle s’est intéressée à l’art chinois et a étudié dans les académies des beaux-arts de Pékin et de Shanghai. Elle est également galeriste et à l’origine d’une association proposant des échanges artistiques internationaux
.

## Biographie
À seize ans, encouragée par sa mère, Andrea intègre l'Atec, Atelier École de Restauration d'Œuvres Picturales située à Châteaurenard, fondé en 1972 et dirigé par J. Laurent de Montcassin (1913-2008). Durant quatre ans, elle étudie l'histoire de l'art du XIVe au XXe siècle, les techniques des vieux maîtres , glacis, peinture à l’œuf, en s'exerçant à la copie d'après les originaux, et apprend la restauration des peintures de chevalet. Des voyages d'études sont aussi programmés, à Rome et Madrid. Durant son apprentissage elle est amenée à restaurer des plafonds peints ou des fresques qui ornent des églises, des chapelles ou des couvents. Elle est diplômée en 1978,.
En 1982, elle crée un atelier-galerie à Avignon ; la « Galerie Andrea ». Elle poursuit son activité de restauratrice de tableaux et, parallèlement, jusqu'en 1994, organise des expositions d'œuvres d'artistes locaux, nationaux et internationaux.
En 1984, des rencontres avec des artistes étrangers l'amènent à fonder puis présider l'Association nationale de rencontres et d'échanges d'artistes (association culturelle à but non lucratif). Il s'ensuit des échanges internationaux entre les villes d'Avignon et Varsovie. L'association fait placer l'échange franco-polonais sous le patronage du Ministère de la Culture.
En novembre 1989, six artistes français exposent leurs œuvres au Musée d'Art Wallon, Salle Saint Georges à Liège. En décembre, les artistes belges exposent au Palais des papes, salle de théologie à Avignon aux côtés des artistes français.
En juillet 1990, un client lui confie un portrait à restaurer, signé Vincent, avec une inscription au dos de la toile : « Van Gogh 1853-1890 ». Ce tableau est une énigme, Andrea le restaure et obtient pour cela le Grand Prix de la Restauration et Conservation du Patrimoine de la Région Provence-Alpes-Côte d'Azur. L'importance et l'intérêt historique de ce tableau réside dans le fait qu'il peut être une œuvre de jeunesse de l'artiste, son premier autoportrait peint.
En 1994, elle ferme définitivement sa galerie et part en Chine étudier à l'Université des langues et des cultures de Pékin puis à l'Université du Yunnan à Kunming en 1996. En 1997, elle termine ses études de Lettres et Arts spécialisation chinois (Université de Provence Aix-Marseille I) et remporte le Grand Prix de la Région Provence-Alpes-Côte d'Azur des Métiers de la Restauration et Conservation du Patrimoine . Elle reçoit également le Grand Prix de la Région PACA.
À l'automne 1997, Andrea est acceptée à l'Académie des Beaux-Arts de Hangzhou dans la province du Zhejiang. Elle est inscrite pour deux ans dans le département « Peinture chinoise », dans le genre « Shan Shui 山水» qui se traduit par paysage d'eau et de montagne, et dans le genre « Hua Niao 华茑» qui se traduit par fleurs et oiseaux. Elle est rebaptisée par ses professeurs de peinture : Bai Cheng 百成 (Bai Pour Barthélémy et Cheng pour Chantal). L'idéogramme Cheng se traduit aussi par « des centaines de réussites ». Andrea signe dorénavant ses encres Bai Cheng 百成.
L'expérience chinoise aux Beaux-Art de Hangzhou, lui permet de participer à plusieurs expositions de 1999 à 2012 en Asie : à Pékin et Shanghai pour la Chine et, Osaka pour le Japon. En 2006 elle est invitée à exposer ses œuvres à la National Gallery de Bangkok en Thaïlande. C'est une exposition rétrospective: « 30 ans de peintures ». Deux de ses œuvres entrent dans la collection du Musée : La provençale et Montmirail.
En 2009, à la suite de la maladie de sa mère, atteinte d’Alzheimer, elle suit une formation de deux ans en Art-thérapie adaptée au sujet âgé. Cette formation est proposée par la Faculté de Médecine de Montpellier. À l'issue de cette formation, elle effectue un stage à la maison de retraite Les Oliviers, située sur le site de Saint-Paul de Mausole à Saint-Rémy-de-Provence. Elle obtient le diplôme en 2011.

## Restauration
Elle restaure des tableaux, dont certains en très mauvais état. Des marines de Félix Ziem, des fresques, des nativités et des Saintes familles du XVe et du XVIe siècles, des portraits du XVIIe au XIXe siècle. Elle utilise des recettes personnelles pour obtenir une couleur bien précise: la poudre de mica donne des gris d'un aspect métallisé, le vermillon et l'or en feuilles rendent les noirs orageux et forts. La poudre de perles fines fait varier l'éclat d'une couleur.
En mai 1990, M.B., amateur d'art français, découvre chez un brocanteur de Miami un autoportrait enveloppé dans un journal français très ancien. À la demande de M.B., le brocanteur déroule le rouleau et le lui cède pour cinq dollars. La toile en très mauvais état se brise en plusieurs morceaux. M.B. la reconstitue suffisamment pour lire en bas à gauche une signature: « Vincent ». Sommairement assemblée, elle laisse apparaître une ressemblance avec les photos de van Gogh jeune. Par la suite, cet autoportrait ne cesse d'intriguer les experts.
Cette toile signée « Vincent » est confiée à la restauratrice. L'esquisse du portrait dévoile des tons utilisés par van Gogh à ses débuts. Andrea effectue des recherches et consulte les livres d'art et biographies de van Gogh. Elle achève enfin la restauration de la toile .
Ce fait divers est alors largement commenté par les médias : le tableau autoportrait, découvert en piteux état sur un marché aux puces est bien signé Vincent. Les experts hésitent et ne se prononcent pas… Andrea cherche à obtenir une expertise sérieuse. Les spécialistes du Musée d'Otterlo (Pays-Bas) refusent de se déplacer pour donner un avis autorisé. Le tableau est défini comme étant peint dans la deuxième partie du XIXe siècle. La signature en bas à gauche n'est pas rapportée. Il peut s'agir d'une œuvre de jeunesse de van Gogh. Le tableau mesure 56 × 49 centimètres.

## Galerie
Parmi les expositions de la Galerie Andrea (1982-1994) figurent des expositions à thème telle Tableaux anciens à l'honneur - Peintures d'autrefois ; Dames du Second Empire, paysages impressionnistes, Saintes néo-renaissance, fleurs. La galerie organise également une rétrospective des œuvres du peintre provençal Alfred Bergier. Ou encore,
Les peintres du début du siècle ; œuvres de quelques-uns des « Anciens » du groupe des Treize et des Indépendants de l'École d'Avignon comme Alfred Bergier, Victor Crumière, Paul Saïn, Roux-Renard, Lina Bill, Vidal, Jean-Pierre Gras, Montagné, A. Vincent.
La galerie organise également plusieurs expositions incorporant des œuvres d'artistes contemporains ,.

## Association pour les échanges culturels internationaux
Andrea est active au sein de l'association nationale de rencontres et d'échanges d'artistes. Une exposition sur l'art polonais est ainsi organisée en 1984 au Palais des papes d'Avignon,,. Une exposition a lieu l'année suivante au Palais de la culture à Varsovie. L'état polonais achète une œuvre à chacun des artistes français présentés,.
Dans le cadre de l'association, elle s'occupe de la promotion de trente jeunes artistes, en prévision d'un échange avec la Belgique.
Elle propose un échange d'art plastique entre Avignon et Liège. Du 4 au 20 novembre 1988, six artistes vauclusiens sont invités par la ville de Liège à exposer au Musée Saint Georges où sont présentées les expositions. Trois sculpteurs, Emmanuel Bour, Alfred Trouve, et Mariano Vilaplana ainsi que de trois peintres, Andrea, Françoise Aymé-Martin et Daniel Joux participent. Une œuvre de chacun des artistes est conservée au Musée d'Art Moderne de Liège. En retour, une exposition d'œuvres d'artistes belges est prévue dans la Salle de Théologie au Palais des papes d'Avignon.
L'association organise aussi l'exposition d'art contemporain « Remp'Art » qui réunit vingt-deux artistes venus de divers pays du monde en 2006, à l'espace Jeanne-Laurent. Un catalogue est édité, préfacé par Son Excellence Khek Sysoda Ambassadeur Extraordinaire du Royaume du Cambodge auprès de l'Unesco,
.

## Expositions personnelles
Andrea participe à plusieurs expositions collectives, notamment au Salon des indépendants en 1988. Son travail est également montré lors d'expositions rétrospectives personnelles.
Après plus de vingt-cinq expositions de peintres divers, elle décide de présenter sa peinture pour la première fois dans sa galerie aux mois de juin-juillet 1987 dans une exposition intitulée: Chantal Barthélémy « Présente Andrea ».
Dix ans de peinture
« Chantal Barthélémy lors de sa formation à la restauration de tableaux recopie des œuvres anciennes. C'est là une discipline toujours difficile pour un créateur. Elle nous propose une exposition rétrospective de ses peintures : dix années de chevalet. Ses toiles les plus récentes marquent un tournant dans son art même si le style très classique demeure. Andrea a le sens des visages et des atmosphères romantiques en apparence seulement » écrit Olivier de Serre, journaliste et critique d'art.
Trente ans de peinture

Elle est sélectionnée en 2006 avec la préface de Sakchai Pojnunvanich, directeur du Musée de la National Gallery à Bangkok, pour présenter sa peinture. 

« Au nom de la National Gallery, Je félicite tout d'abord l'artiste sélectionnée par notre comité pour son exposition rétrospective dans ce lieu prestigieux. C'est un honneur de travailler avec madame Andrea Barthélémy, une artiste française dont la démarche artistique est fort intéressante. Cette artiste est attirée par la peinture, la philosophie et la spiritualité asiatique, ce qui l'a conduite à aller étudier la peinture chinoise à l'Académie des beaux-arts de Hangzhou. Elle s'inspire profondément de ces techniques chinoises dans sa création comme nous le voyons dans le thème de son exposition  « La difficulté d'être ». C'est avec plaisir, que la National Gallery souhaite un grand succès à cette exposition, et nous espérons que cet événement soit très apprécié par les visiteurs. »

— Subakoon.
.

## Conservation
- Bangkok (Musée de la National Gallery):
  - La Provençale, h.s.t (170 × 117 centimètres). Acquisition du Musée en 2006.
  - Les dentelles de Montmirail, h.s.t technique mixte (feuilles d'argent, acrylique), (130 × 97 centimètres) . Acquisition du Musée en 2006.
- Liège (Musée d'art moderne):
  - Manifestation, huile sur bois (120 × 90 centimètres) datée 1988. Acquisition par la municipalité de Liège.
- Pékin (Musée de l'Académie Centrale des Beaux-Arts):
  - Golden leaves, peinture sur toile, technique mixte (feuilles d'or, acrylique), (120 × 120 centimètres), datée 2007.
  - Plum, peinture acrylique sur toile, (110 × 60 centimètres), datée 2009.
- Varsovie (Palais de la Culture et des Sciences):
  - Évasion, peinture au couteau, huile sur toile (140 × 80 centimètres), datée 1982. Acquisition du Ministère de la Culture et des Sciences en 1984.
- Osaka (L'Institut Guerlain):
  - Feeling, h.s.t 110 × 65. Acquisition de l'Institut Guerlain pour son salon en 2000.